# Bada nakna
"Bada nakna" är en poplåt från 2016 skriven av Fredrik Kempe, David Kreuger och Anderz Wrethov framförd av Samir & Viktor. Låten släpptes digitalt den 6 februari 2016 efter att ha deltagit i Melodifestivalen 2016. Låten handlar om gemenskap och att visa kärlek och glädje.

## Historia
I Melodifestivalen slutade bidraget på sista plats i finalen efter att först ha gått dit via andra chansen. Låten låg 21 veckor på singellistan med första plats som bästa placering och fick fyra platina. Låten låg 13 veckor på Digilistan med första plats som bästa placering.
I låten sjunger de om att bada naken på Sergels torg vilket fick Hanna Persson att göra det i programmet "MVH Talkshow". En cover av Dansbandskungen från 2016 finns med på andra volymen av Dansbandssommar utgiven på Atenzia Records.

## Kritik
Orden "fucka loss" fick kritik, men Wrethov menade att uttrycket betyder att man ska vara lite galen eller lite tokig. När låten framfördes på Allsång på Skansen 2017 sjöng man  "sjunga loss" istället för "fucka loss" efter godkännande av Kempe.

## Listplaceringar
| Lista (2016)                | Topplacering |
| --------------------------- | ------------ |
| Sverige (Sverigetopplistan) | 1            |